# Oncideres schreiteri
Oncideres schreiteri är en skalbaggsart som beskrevs av Bruch 1941. Oncideres schreiteri ingår i släktet Oncideres och familjen långhorningar. Inga underarter finns listade i Catalogue of Life.